# Sōami
Sōami (相阿弥?) (?-1525) fue un pintor, poeta y arquitecto paisajista al servicio del Shogunato Ashikaga. Es presumiblemente el autor de los jardines secos del Ginkaku-ji, del Ryōan-ji y del Daisen-in (subtemplo del Daitoku-ji), todos situados en Kioto.

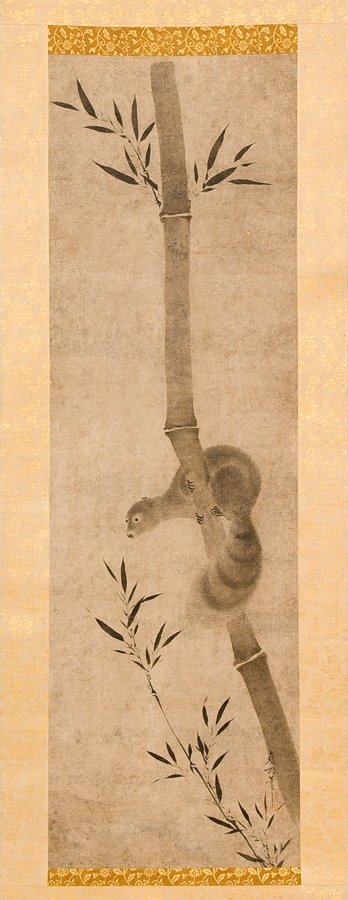
Ardilla en una vara de bambú, de Sōami.

Sōami era nieto de Shin Noami (1397-1471) e hijo de Shingei Geiami (1431-1485), ambos pintores y aficionados al arte así como conservadores de manera sucesiva de los objetos de arte chino(karamono bugyo)del Shogunato Ashikaga.
Fue uno de los primeros pintores del estilo de la "escuela del Sur” china (Nangaen Japón). Sus mayores cuadros cubrían más de 20 paneles, y representaban los paisajes del Japón con elementos estilísticos chinos. Evoluciona entonces hacia un estilo menos angular y más cursivo.
Con Noami y Geiami, Sōami es uno de los tres Amigo, constituyendo la escuela Amigo de pintura a la tinta.
Soames era uno de los principales consejeros artísticos (doboshū) del shogun Ashikaga Yoshimasa, que ordenó la construcción del Ginkaku-ji.
Su obra más conocida es el Paisaje de las cuatro estaciones (v. 1486), pintado a la tinta sobre una longitud total de 15 metros, el cual es a veces considerado como la pintura más bonita sobre tinta de la historia de Japón y que se conserva en el Metropolitan Museum of Art de Nueva York.